# Hans Hermann von Katte
Hans Hermann von Katte (Berlín, 28 de febrero de 1704-Küstrin, 6 de noviembre de 1730) fue un teniente del ejército de Prusia y un amigo cercano, y se cree que amante, del príncipe Federico II el Grande. Fue ejecutado por el padre de Federico, el rey Federico Guillermo I de Prusia, tras su intento de huida con el príncipe hacia el Reino de Gran Bretaña.

## Biografía

### Nacimiento y familia
Nacido en la capital prusiana, Berlín, von Katte fue un noble de nacimiento que pertenecía a una familia que desde tiempos inmemoriales estaba vinculada a la aristocracia militar. De hecho, sus antepasados más próximos (concretamente hasta sus abuelos) habían estado sirviendo a cierta familia de la baja nobleza en la región alemana de Altmark (situada entre Hamburgo y Magdeburgo).
Su padre, llamado Hans Heinrich Graf von Katte, rompería este rol que había perdurado durante tanto tiempo en su familia y llegaría a convertirse en uno de los cuirassiers (coraceros) predilectos del rey Federico I, hecho que influiría en la fulgurante carrera militar de su hijo dentro del ejército prusiano. Su madre fue Dorothee Sophia von Wartensleben, hija de un reconocido y elogiado mariscal de campo.

### Estudios
Hans Hermann cursó sus estudios en los centros educativos de Königsberg y Utrecht, estando estos orientados hacia el conocimiento de la lengua francesa y el Derecho. Después de completarlos, en 1724 ingresó en el Regimiento de coraceros "Gens darmes" prusiano (de guarnición en Berlín, en la famosa plaza Gendarmenmarkt) y con suma rapidez llegó a ser teniente en 1729, posiblemente como consecuencia de la influencia que tenía su padre en ese ambiente. En 1730 ascendió a teniente primero. En 1728 había sido nombrado caballero de la Orden de San Juan del Bailiazgo de Brandeburgo.

### Características físicas y psicológicas
En una carta que escribió la hermana del príncipe Federico, Guillermina, von Katte es descrito como un hombre de modales hoscos y poco atractivo, físicamente hablando; de hecho hacía especial hincapié en las pobladas cejas de von Katte, que destacaban sobre el resto de su cara.
Se puede decir que Hans Hermann von Katte era una persona que tenía una profunda fe en Dios y en todo aquello que estuviera relacionado con la religión. Esto quedaría reflejado en una epístola dirigida a su padre escrita por él mismo el día antes de su ejecución.

### La idílica relación con el príncipe Federico
Según piensan algunos historiadores actuales, Hans Hermann conocería al que sería posteriormente rey Federico II el Grande en el ejército, y a partir de ese momento comenzaría una gran amistad que terminaría desembocando en una relación sentimental. De hecho serían capturados cuando tramaban un intento de fuga y, como consecuencia, von Katte acusado de deserción por un tribunal militar. La sentencia lo condenaba a varios años de prisión, pero el padre de Federico, el rey de Prusia, no contento con el fallo, hizo valer su peso político y consiguió que la pena para el amante de su hijo fuese sustituida por la de muerte por decapitación.

### Ejecución
El lugar escogido para celebrar el acto de ajusticiamiento fue la fortaleza de Küstrin, al que el príncipe Federico fue obligado a acudir para presenciar la ejecución.
Como curiosidad cabe destacar que las últimas palabras de Hans Hermann fueron "Señor Jesucristo..." y que tras el trágico acto, el príncipe Federico se sumió en un profundo estado de desesperación.
Los restos mortales del ajusticiado descansan en la cripta de la iglesia de Wust.